# Рядовка бородатая
Рядо́вка борода́тая (лат. Tricholóma vaccínum) — вид грибов-базидиомицетов, входящий в род Рядовка семейства Рядовковые (Tricholomataceae).
Легко определяемый вид с красно-коричневой шерстисто-чешуйчатой шляпкой, наиболее часто отмечается под елью.

## Описание
Шляпка 4—8 см в диаметре, у молодых грибов коническая до широковыпуклой, затем уплощённо-выпуклая, с небольшим бугорком в центре. Край у молодых грибов подвёрнут, с возрастом почти распрямляется. Окраска красно- или розово-коричневая, нередко более тёмная в центре; вся поверхность волосистая, затем крупноволокнисто-чешуйчатая.
Пластинки гименофора с редкими пластиночками, сравнительно редкие, выемчато-приросшие, белые до кремово-жёлтых, при повреждении буреют.
Ножка 3—9 см длиной и 1—2 см толщиной, ровная или слабо утончающаяся книзу, у верхушки белая, ниже — красновато-коричневая, волокнисто-чешуйчатая.
Мякоть без особого вкуса и запаха, белая или бледно-жёлтая.
Споровый порошок белый, споры 5,5—7×4—5,5 мкм, почти шаровидные до эллиптических. Базидии четырёхспоровые, 17—32×6—9 мкм. Кутикула шляпки — кутис, переходящий в триходермис.

### Сходные виды
- Tricholoma inodermeum (Fr.) Gillet, 1878 — отличается менее волокнистой шляпкой, а также мякотью, на воздухе окрашивающейся в розово-красный цвет. Произрастает под соснами.

## Экология и ареал
Широко распространённый в бореальной зоне вид, встречающийся, в основном, в ассоциации с елью, изредка — с сосной и пихтой. Также описывался из заболоченной местности с ольхой и ивой. Позднелетне-осенний вид, встречающийся с августа по ноябрь.

## Синонимы
- Agaricus rufolivescens Batsch, 1783, nom. superfl.
- Agaricus rufus Pers., 1798, nom. illeg.
- Agaricus vaccinus Schaeff., 1774 : Fr., 1821basionym
- Gyrophila vaccina (Schaeff.) Quél., 1886